# شهرستان اگیندی‌کول
شهرستان اگیندی‌کول (به قزاقی: Егіндікөл ауданы، ەگىندىكول اۋدانى) یک شهرستان در قزاقستان است که در استان آق‌مولا واقع شده‌است.

## خصوصیات
شهرستان اگیندی‌کول ۵٬۴۰۰ کیلومترمربع مساحت و ۶٬۳۵۳ نفر جمعیت دارد.